# 齊柏林飛船二號
齊柏林飛船二號（德語：Zeppelin LZ 2），為德意志帝國齊柏林飛船製造公司（德語：Luftschiffbau Zeppelinand）所製造的一款試驗型飛船，於西元1906年首飛。LZ 2可以說是所有齊柏林飛船的老祖宗。曾發生在LZ 1上的問題，並沒有又出現在他身上，LZ 2的設計師改為路德維希·杜爾，並成為後來各種型號齊柏林飛船的總設計師，他使用三角形梁柱來建造船身構造，取代了LZ 1設計者－西奧多·科伯所使用的扁平梁柱，升降舵改用使用控制桿而非重心。 雖然LZ 2的生涯十分短暫，僅進行過兩次飛行。LZ 2與它的姊妹艦－齊柏林飛船三號的生產時間十分相近，LZ 3在西元1906年九月9日首飛，並被德國陸軍買下，並以Z I的編號投入服役直到西元1913年。 在被陸軍買下錢，LZ 3曾飛行過許多次，並運送過非常多的乘客，其中甚至包含德國皇儲。

## Specifications
数据来源： Robinson 1973 pp.29-30
基本诸元
- 长度： 126.19公尺（414英呎0英吋）
- 直径： 11.75公尺（38英呎6英吋）
- 体积： 10,370立方公尺（366,200立方英呎）
- 发动机： 2 × 戴姆勒活塞引擎，63千瓦（84匹馬力） 每个

性能
- 最大速度： 40公里/時（25英里/時）
- 航程： 1,100公里（680英里）
- 实用升限： 850公尺（2,800英呎）